# Fundamentación de la metafísica de las costumbres
La Fundamentación de la metafísica de las costumbres (en alemán: Grundlegung zur Metaphysik der Sitten), también conocido como los Fundamentos de la metafísica de la moral, es el primero de los trabajos maduros de Immanuel Kant en la filosofía de la moral y sigue siendo uno de los más influyentes en su campo. Publicado en 1785, Kant concibe su investigación como un trabajo de éticas fundamentales, una que despeja el camino para futuras investigaciones al explicar los conceptos centrales y los principios de una teoría moral, mostrando que éstos son normativos para agentes racionales. Kant aspira a no menos que esto: revelar los principios fundamentales de la moralidad y mostrar que son aplicables para nosotros. En el texto, Kant argumenta que una acción moral está determinada por el carácter del principio por el cual una persona decide actuar, esto es, un principio estrictamente  puro o «a priori» (sin contenidos empíricos o «a posteriori»). Por esta razón, la ética kantiana toma una postura contraria a la Teoría del Sentido Moral y otras teorías teleológicas morales que dominaban la filosofía moral en la época que escribía.
En esta obra Kant busca desarrollar el sistema de toda la moralidad, pudiéndosele considerar como el «edificio de la moralidad».
La base de la obra es lograr el estudio de la moralidad pura, dejando de lado cualquier principio empírico y asentando la moralidad en la buena voluntad, que sería lo único bueno sin restricciones, por cuanto remite a la ley moral que dicta la razón pura práctica.

Por eso mismo es la Fundamentación la obra moral de Kant en donde su pensamiento ético llega a mayor claridad de expresión y en donde se encuentran las fórmulas más felices y preñadas de sentido.
Manuel García Morente, introducción a la Fundamentación

## Divisiones del libro
- Prefacio.
- Capítulo primero: Tránsito del conocimiento moral, vulgar de la razón al conocimiento filosófico.
- Capítulo segundo: Tránsito de la filosofía moral popular a la metafísica de las costumbres.
- Capítulo tercero: Último paso de la metafísica de las costumbres a la crítica de la razón pura práctica.

El libro está dividido en un prefacio seguido por tres secciones. El argumento de Kant parte desde el razonamiento común hasta la ley suprema incondicional a fin de identificar su existencia. Él entonces trabaja al revés desde ahí para probar la relevancia y peso de la ley moral. La tercera y última sección del libro es famosamente oscura y es parte porque de esto, más tarde Kant, en 1788, decide publicar Crítica de la razón práctica.

### Prefacio
En el prefacio para los Fundamentos, Kant motiva la necesidad para una filosofía pura moral y hace algunas observaciones para situar su proyecto y explicar sus métodos de investigación. Kant abre el prefacio con una afirmación de la idea antigua griega de una división en tres partes de la filosofía en lógica, física, y ética.
La Lógica es puramente formal. Esta se ocupa solamente con la forma de pensamiento en sí y no con algún objeto en particular. La Física y la Ética, por el otro lado, se encargan de objetos particulares: la física está interesada por las leyes de la naturaleza, la ética por las leyes de la libertad. Adicionalmente, la lógica es una disciplina a priori i.e., las verdades lógicas no dependen de ninguna experiencia particular para sus justificaciones. Por contraste, la física y ética son disciplinas mixtas que contienen partes empíricas y partes no empíricas. La parte empírica de la física trata con fenómenos contingentemente verdaderos como qué tipo de entidades físicas existen y las relaciones en las que éstas se sostienen; la parte no empírica trata con conceptos fundamentales como el espacio, el tiempo y la materia. Del mismo modo, la ética contiene una parte empírica que trata de la cuestión de lo que, dada las contingencias de la naturaleza humana, tiende promover el bienestar de la humanidad, y una parte no empírica que se ocupa de una investigación «a priori» de la naturaleza y esencia de la moralidad. Debido a que es «a priori» Kant llama a esta última parte no empírica de la ética «metafísica de la moral», y a la parte no empírica de la física «metafísica de la naturaleza».
Kant procede a motivar la necesidad de la clase especial de investigación que él llama una metafísica de la moral: «Que debe haber una filosofía es evidente desde la idea común del deber y de las leyes morales». La ley moral debe «llevar consigo absoluta necesidad» (4:389). El contenido y la obligatoriedad de la ley moral, en otras palabras, no varía de acuerdo a las particularidades de agentes o de sus circunstancias.
Dado que la ley moral, si es que existe, es universal y necesaria, el único medio apropiado para investigar es a través de una reflexión racional «a priori». Por lo tanto, una comprensión teórica correcta de la moralidad requiere de una metafísica de las costumbres. Kant piensa que hasta que nosotros hayamos completado este tipo de investigación «las costumbres en sí son susceptibles a todo tipo de corrupción» porque la «guía y norma suprema para estimar correctamente faltan» Una cuenta completamente especificada de la ley moral protegerá contra los errores y a la racionalización al que el razonamiento de la moral humana es propensa(4:390) La búsqueda por el principio supremo de la moralidad-el antídoto a la confusión en la esfera moral- ocupará Kant para los dos primeros capítulos de la «Fundamentación de la Metafísica de las costumbres».
En esencia, las observaciones de Kant en el prefacio preparan al lector para el empuje de las ideas que va a desarrollar en su libro «Fundamentación». El propósito de «Fundamentación» es preparar las bases para la teoría moral. Porque Kant cree que cualquier hecho que esté basado en conocimiento empírico debe ser contingente, solo puede derivar en la necesidad de que la ley moral requiere de un razonamiento «a priori». Es con este significado de necesidad en mente, que el libro intenta establecer una ética pura «a priori». Tal ética explica la posibilidad de una ley moral y localiza lo que Kant llama el «principio supremo de la moralidad». El objetivo de las siguientes secciones del libro «Fundamentación de la metafísica de la moral» es explicar cómo tendría que ser la ley moral si existiera y mostrar, que de hecho, ésta existe y es acreditada por nosotros.

### Sección primera
En la sección primera, Kant argumenta desde la moralidad del sentido común para llegar al principio supremo de la moral, que él llama imperativo categórico. Kant piensa que las premisas no controversiales de nuestra compartida moralidad del sentido común y el análisis de los conceptos de sentido común tales como «el bien», «el deber» y «valor moral» cederán el principio supremo de la moral, es decir, el imperativo categórico.
La discusión de Kant en la sección primera se puede dividir en cuatro partes: 
(1) La buena voluntad.
(2) El argumento teleológico.
(3) Las tres proposiciones en relación con el deber.
(4) El imperativo categórico.

#### La buena voluntad
Kant piensa que con la excepción de la buena voluntad todos los bienes son condiciones. Esto quiere decir que esos bienes son buenos en la medida en que suponen o derivan su bondad de algo más. Por ejemplo, la riqueza, puede ser útil si es usada para el bienestar de la humanidad, pero puede ser perjudicial si hay una mente corrupta detrás.
En la misma línea, a menudo deseamos inteligencia y la tomamos como algo bueno, pero ciertamente no tomamos la inteligencia de un genio malvado como bueno. La buena voluntad, al contrario, es buena por sí misma, no está condicionada a otra cosa.

#### El argumento teleológico
Kant cree que un argumento teleológico se puede dar para demostrar que «la verdadera vocación de la razón, debe producir una voluntad que sea buena» (4:396) Al igual que con otros argumentos teleológicos para la existencia de Dios, el argumento teleológico de Kant es motivado por una apelación a una creencia o sentido de que todo el universo o parte de éste sirve algún telos, fin o propósito. Si las criaturas de la naturaleza están determinadas, Kant piensa que su capacidad para razonar ciertamente no serviría a un propósito de auto preservación o consecución de la felicidad, los cuales son mejor servidos por sus inclinaciones naturales. Lo que guía a la voluntad en esos asuntos es la inclinación. Por el método de eliminación, Kant argumenta que la capacidad para razonar debe servir para otro propósito, es decir, para producir una voluntad que es buena por sí misma. El argumento de la teología de Kant es interpretado como problemático. El argumento está basado en la suposición de que nuestras facultades naturales tienen propósitos distintos para los cuales son más adecuados y es cuestionable si Kant puede acogerse a este tipo de argumento.

#### Las tres proposiciones respecto al deber
El argumento teleológico, aunque con defectos, todavía ofrece esa distinción crítica entre una voluntad guiada por disposición y una voluntad guiada por la razón. La voluntad que está guiada por la razón, diría Kant, es la voluntad que actúa por deber. El argumento de Kant evoluciona por medio de las tres proposiciones, la última, derivada de las primeras dos. Aunque Kant nunca explícitamente declara cuál es la primera proposición, está claro que su contenido está sugerido por la observación de sentido común. El sentido común distingue entre: 
(a) El caso en el que la persona claramente actúa en sentido contrario al deber;
(b) el caso en el cual las acciones de una persona coinciden con el deber, pero no están motivadas por este motivo; y
(c) el caso en el cual las acciones de una persona coinciden con el deber porque está motivada por el deber.
Kant ilustra la distinción entre (b) y (c) con el ejemplo de un comerciante (4:397) que elige no cobrar de más a un cliente inexperto con el fin de preservar la reputación de su negocio. Porque no está motivado por el deber, la acción del comerciante no tiene valor moral. Kant contrasta al comerciante con el caso de una persona que enfrenta con «adversidad y dolor desesperanzado» su vida, pero aun así la conserva por el deber mismo. Como esta persona actúa por deber, sus acciones tienen valor moral. Kant piensa que nuestras acciones solamente tienen valor moral y merecen aprecio cuando están motivadas por el deber.
Investigadores discrepan sobre la formulación precisa de la primera proposición. Una interpretación afirma que la proposición faltante es que un acto tiene valor moral solo cuando su agente está motivado por respeto a la ley, como el caso del hombre que preservó su vida solo por deber. Otra interpretación asevera que la proposición es que un acto tiene valor moral solo si el principio de actuar en consecuencia genera no contingentemente la acción moral. Si el comerciante en el ejemplo de arriba hubiera hecho su elección supeditado a lo que serviría a los intereses de su negocio, entonces su acto no tendría valor moral.
La segunda proposición de Kant establece que «una acción desde el deber tiene su valor moral no en el propósito de ser alcanzado por ésta sino por la máxima en concordancia con lo que se decide» y por lo tanto no depende de la realización del objeto de la acción sino simplemente decidido con respecto al principio de voluntad en concordancia con la que la acción es realizada sin consideración para ningún objeto de la facultad de deseo. La máxima de una acción es su principio de voluntad. Por esto, Kant se refiere a que el valor moral de un acto depende no de sus consecuencias, intencionales o reales, sino en el principio por el que se actúa.
Kant combina estas dos proposiciones en una tercera proposición, una completa afirmación de nuestras nociones del sentido común del deber. Esta proposición es que «el deber es necesidad de acción desde el respeto por la ley». Esta última proposición sirve como la base del argumento de Kant por el supremo principio de moralidad, el imperativo categórico.

#### Imperativo categórico
Kant piensa que todas nuestras acciones ya sean motivadas por inclinación o moralidad deben seguir algunas leyes. Por ejemplo si una persona quiere calificar para las nacionales de frisbee, tendrá que seguir una norma que le explique que debe practicar su pase de revés entre otras cosas. Nótese, sin embargo que esta ley solo es vinculante con la persona que quiere calificar a las nacionales en «ultimate frisbee». De este modo, es vinculante en cuanto a los fines que establece y las circunstancias en las que está. Sin embargo, nosotros sabemos por la tercera proposición que la ley moral debe obligar universalmente y necesariamente independiente de los fines y circunstancias. Para este punto, Kant pregunta «¿qué tipo de ley puede ser, la representación de la que debe determinar la voluntad incluso sin tener en cuenta el efecto que se espera de él….?» (4:402). Kant concluye que la única alternativa restante es una ley que refleje solo la forma de ley en sí, a saber el de la universalidad. Así, Kant llega a su imperativo categórico bien conocido, la ley moral referenciada en la discusión anterior del deber. Kant define el imperativo categórico de la siguiente manera: «Obra sólo según aquella máxima por la cual puedas querer que al mismo tiempo se convierta en una ley universal» (4:421).

### Sección segunda
En la Sección II, Kant parte de cero e intenta pasar de la filosofía moral popular a una metafísica de las costumbres. Kant comienza la Sección II de la «fundamentación» por criticar los intentos de comenzar la evaluación moral con la observación empírica. Afirma que incluso cuando tomamos a nosotros mismos para comportarnos moralmente, no podemos estar del todo seguros de que estamos puramente motivados por el deber y no por inclinaciones. Kant observa que los humanos son muy buenos para engañarse a sí mismos cuando se trata de la evaluación de las motivaciones para actuar, y por lo tanto, incluso en circunstancias en las que los individuos se creen estar actuando desde el deber, es posible que estén actuando solo en conformidad con el deber y estén motivados por algún deseo contingente. Sin embargo, el hecho de que nos veamos tan a menudo por debajo de lo que exige la moralidad de nosotros indica que tenemos un concepto funcional de la ley moral.
Kant empieza su nuevo argumento en la Sección II con algunas observaciones acerca disposición racional. Todas las cosas de la naturaleza tienen que actuar de acuerdo con las leyes, pero solo los seres racionales actúan en concordancia con la representación de una ley. En otras palabras, solo los seres racionales tienen la capacidad de reconocer y consultar leyes y principios para guiar su comportamiento. Por lo tanto, solo las criaturas racionales tienen razón práctica. las leyes y principios que los agentes racionales consultan imperativos de rendimiento o reglas que requieren de la voluntad. Por ejemplo, si una persona quiere calificar para los nacionales en «ultimate frisbee» el reconocerá y consultará las reglas que le digan cómo alcanzar ese objetivo. Estas reglas le proveerán con imperativos que él debe de seguir siempre y cuando él quiera calificar para los nacionales.

#### Imperativos
Los imperativos son hipotéticos o categóricos. Los imperativos hipotéticos proporcionan las reglas que un agente debe seguir cuando se adopta un extremo contingente (fin basado en deseo o inclinación) Entonces, por ejemplo si yo quiero helado, iría a la heladería o a hacerme un poco de helado. Pero note que este imperativo solo se da si quiero helado. Si yo no tengo interés en helado, el imperativo no me afecta. Kant piensa que hay dos tipos de imperativos hipotéticos: reglas de habilidad y consejos de prudencia. Las reglas de habilidad están determinadas por los fines particulares que establecemos y nos dice qué es necesario para alcanzar esos fines particulares. Sin embargo, Kant observa que hay un fin que todos compartimos, nuestra propia felicidad. Por desgracia, es difícil, si no imposible, saber qué nos hará felices o cómo alcanzar las cosas que nos harían felices. Por lo tanto, sostiene que podemos a lo más tener consejos de prudencia a diferencia de las reglas absolutas.

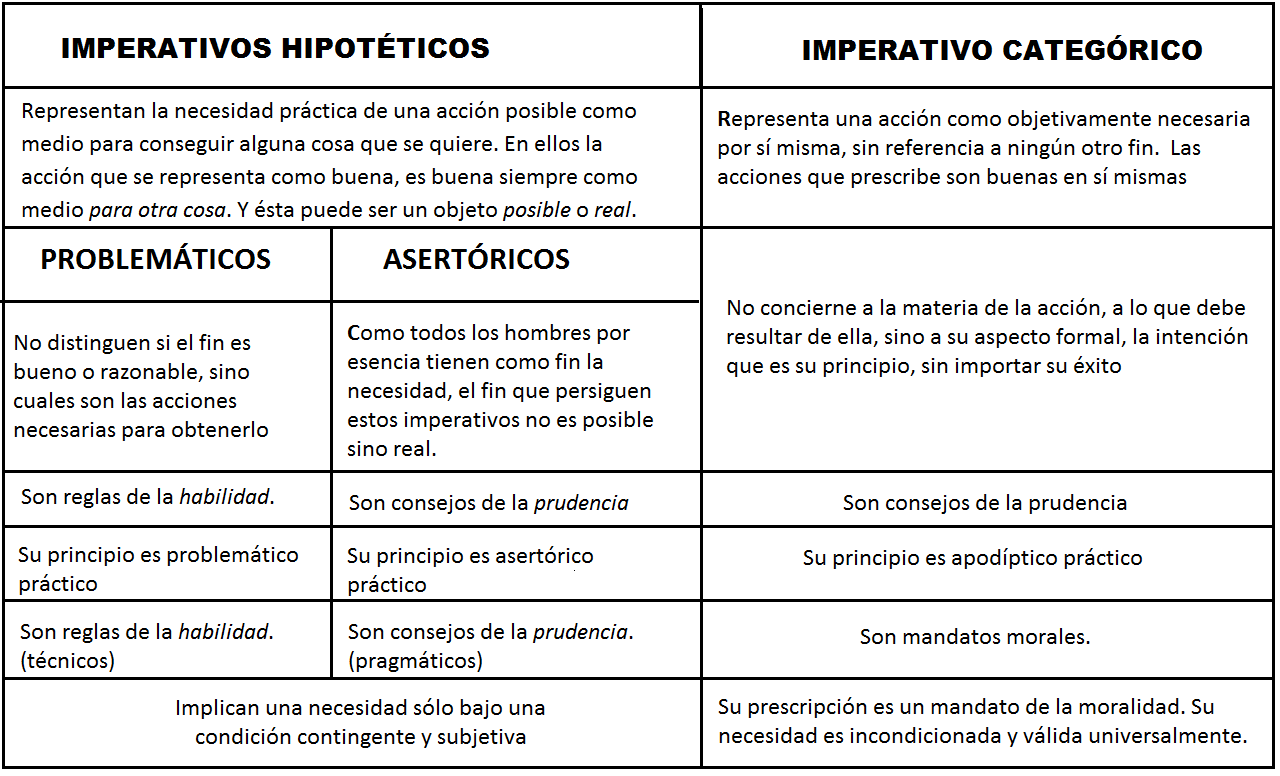
Cuadro comparativo de los imperativos.

#### El imperativo categórico
Recordemos que la ley moral, si existe, debe aplicar de forma universal y necesariamente. Por lo tanto, una ley moral nunca podría descansar en imperativos hipotéticos que solo se aplica si uno adopta un fin particular. Más bien, el imperativo asociado con la ley moral debe ser un imperativo categórico. El imperativo categórico es válido para todos los agentes racionales independientemente de los fines variables que una persona pueda tener. Si pudiéramos encontrarlo, el imperativo categórico nos daría la ley moral. ¿Cómo se vería el imperativo categórico? Sabemos que nunca podría basarse en fines particulares que las personas adoptan para darse reglas de acción. Kant piensa que esto nos deja con una alternativa restante específicamente que el imperativo categórico debe estar basado en la noción de una ley misma. Las leyes por definición aplican universalmente. De esta observación, Kant deriva el imperativo categórico que exige que los agentes morales actúen solo de una manera en la que el principio de su acción pueda convertirse en una ley universal (4:421) El imperativo categórico es una prueba de las máximas propuestos; esto no genera una lista de deberes por sí mismo. El imperativo categórico es la declaración general del principio supremo de moralidad, pero Kant ofrece tres formulaciones diferentes de esta afirmación general.

#### La fórmula de la ley universal de la naturaleza
La primera formulación establece que una acción es moralmente permisible si cada agente puede adoptar el mismo principio de acción sin generar uno de los dos tipos de contradicciones. Esta fórmula es llamada la «fórmula para la Ley universal de la naturaleza». Afirma que uno debe «actuar como si la máxima de su acción llegará a ser por su voluntad una ley universal de la naturaleza» (4:421).
Una máxima propuesta puede fallar en cumplir con el requisito en una o dos maneras. Primero, uno podría encontrarse con un escenario en el que la máxima propuesta por uno sea imposible en un mundo en el que se universaliza. Por ejemplo supongamos que una persona necesitada de dinero hace que su máxima de obtener un préstamo haciendo una falsa promesa de devolver el dinero. Si todo siguiéramos ese principio nadie confiaría en la otra persona cuando ella le hizo una promesa y la institución de hacer promesas sería destruida. Pero la máxima de hacer una falsa promesa con el fin de obtener un préstamo se basa en la misma institución de hacer promesas que la universalización de esta máxima destruye. Kant llama a este tipo de contradicción una «contradicción en la concepción» porque es imposible concebir la máxima de ser universalizada (4:424).
Segundo, una máxima puede fallar por generar lo que Kant llama «contradicción en querer» (4:424). Este tipo de contradicción se produce cuando la máxima universalizada contradice algo que los agentes racionales necesariamente quieren. Por ejemplo, una persona puede tener una máxima de nunca ayudar a otros cuando lo necesitan. Sin embargo, Kant piensa que todos los agentes necesariamente desean la ayuda de otros de vez en cuando. Por lo tanto, es imposible para el agente desear que su máxima sea universalmente adoptado. Si en un intento de universalizar una máxima resulta en contradicción en su concepción, este viola lo que Kant llama el deber perfecto. Si resulta en «contradicción en querer», este viola lo que Kant llama el deber imperfecto. Deberes perfectos son deberes negativos, es decir, los deberes no se comprometen o se dedican en ciertas acciones o actividades (por ejemplo robo). Los deberes imperfectos son deberes positivos, derechos de comprometerse e involucrarse en ciertas acciones o actividades (por ejemplo dar a caridad) En la «Fundamentación», Kant dice que los deberes perfectos nunca admiten una excepción para el bien de las inclinaciones (4:421n), lo que a veces se toma para implicar que los deberes imperfectos «sí» admiten una excepción para el bien de la inclinación. Sin embargo, en su trabajo posterior «La metafísica de las costumbres», Kant sugiere que los deberes imperfectos solo permiten flexibilidad en la forma que se elija para cumplir con ellas. Kant piensa que tenemos deberes perfectos e imperfectos tanto para nosotros como para los demás.

#### La fórmula de la humanidad
La segunda formulación de un imperativo categórico es la fórmula de la humanidad, lo que Kant llega al considerar el suelo motivador del imperativo categórico. Debido a que la ley moral es necesaria y universal su base motivacional debe tener valor absoluto (4:428) Si tuviéramos que encontrar algo con tanto valor absoluto, un fin en sí mismo, que sería el único fundamento posible de un imperativo categórico. Kant afirma que «un ser humano y generalmente todo ser racional existe como un fin en sí mismo» (4:428).
El imperativo correspondiente, la Fórmula de Humanidad, ordena que «uses a la humanidad, tanto en tu propia persona o en la persona de cualquier otro siempre al mismo tiempo como un fin y nunca solo como un medio» (4:429) Cuando tratamos a otros simplemente como medios para nuestros fines discrecionales, violamos el deber perfecto. Sin embargo, Kant piensa que también tenemos un deber imperfecto para avanzar en el fin de la humanidad. Por ejemplo hacer una falsa promesa a otra persona para alcanzar el fin de obtener dinero trata a su naturaleza racional como un simple medio para un fin egoísta. Esto es, por lo tanto, una violación de un deber perfecto. Por el contrario, es posible dejar de donar a la caridad sin tratar a otra persona como un simple medio para un fin, pero al hacerlo, no somos capaces de avanzar en el fin de la humanidad, violando así un derecho imperfecto.

#### La fórmula de autonomía y el reino de los fines
La Fórmula de Autonomía toma algo importante de la fórmula de la Ley Universal de la Naturaleza y la fórmula de la Humanidad. La fórmula de la Ley Universal de la Naturaleza involucra pensar en la máxima como si este fuera una ley objetiva, mientras que la Fórmula de Humanidad es más subjetiva y tiene que ver con cómo se está tratando a la persona con la que se está interactuando. La Fórmula de Autonomía combina la objetividad de la primera con la subjetividad de esta última y sugiere que el agente pregunte qué aceptaría como ley universal. Para ello, tendría que poner a prueba sus máximas en contraste con la ley moral que él ha legislado. El Principio de autonomía es «el principio de toda voluntad humana como una voluntad universalmente legislada a través de todas sus máximas» (4:432). Kant piensa que la Fórmula de Autonomía le cede a otro «concepto fructífero» el reino de los fines. El reino de los fines es la «unión sistemática» de todos los fines en sí mismos (agentes racionales) y los fines que se hayan fijado. Todos los fines que los agentes racionales establecen tienen un precio y pueden ser intercambiados uno por otro. Los fines en sí mismos, sin embargo, tienen dignidad y no tienen equivalente. Además de ser la base de la fórmula de la autonomía y del reino de los fines, la autonomía juega un papel importante en la filosofía moral de Kant. La autonomía es la capacidad de ser el legislador de la ley moral, es decir, dar a sí mismo la ley moral. La autonomía es opuesta a la heteronomía que consiste en tener la voluntad determinada por fuerzas ajenas a él. Debido a que las fuerzas desconocidas solamente pueden determinar nuestras acciones de manera contingente, Kant cree que la autonomía es la única base para una ley moral no contingente. es en no ver esta distinción que Kant cree sus predecesores han fracasado: sus teorías habían sido todas heterónomas. Para este punto, Kant nos ha dado una imagen de lo que un derecho universal y necesario se vería en caso de que existiera. Sin embargo, él todavía le falta probar que sí existe, o en otras palabras, que aplica para nosotros. Esa es la tarea de la Sección III.

### Sección tercera
En la sección III, Kant argumenta que tenemos una libre elección y por consiguiente moralmente legislador de sí mismo. El hecho de la libertad significa que estamos atados por la ley moral. Durante el curso de su discusión, Kant establece dos puntos de vista de los cuales nos podemos considerar nosotros mismos. Podemos vernos a nosotros mismos como miembros del mundo de las apariencias- que opera de acuerdo a las leyes de la naturaleza- o podemos vernos como miembros del mundo intelectual que es como nos vemos a nosotros cuando pensamos en nosotros como teniendo libre albedrío y cuando pensamos en cómo actuar. Estos dos puntos de vista diferentes le permite a Kant dar sentido a cómo podemos tener nuestro libre albedrío, a pesar del hecho de que el mundo de las apariencias sigue las leyes de naturaleza determinista. Finalmente, Kant recalca que mientras a él le gustaría ser capaz de explicar cómo la moralidad termina motivándonos, su teoría es incapaz de hacerlo. Esto se debe a que el mundo intelectual en el que se basa la moralidad es algo acerca de la que no podemos hacer afirmaciones positivas.

#### Libertad y voluntad
Kant abre la sección III al definir la voluntad como la causa de nuestras acciones. De acuerdo con Kant, el tener una voluntad es lo mismo que ser racional y tener un libre albedrío significa tener una voluntad que no está influenciada por fuerzas externas. Esta es una definición negativa de libertad. Esta nos dice que la libertad es libertad por determinación de fuerzas desconocidas. Pero Kant también proporciona una definición positiva de la libertad: un libre albedrío Kant afirma, se da a sí misma una ley- esta establece sus propios fines y tiene un poder causal especial para hacerlos realidad. El Libre albedrío es uno que tiene el poder de llevar a cabo sus propias acciones en un modo que es distinto de la forma en que leyes normales de la naturaleza causan que las cosas sucedan.
Según Kant, necesitamos leyes para poder actuar. Una acción que no se basa en algún tipo de ley sería arbitraria y no del tipo de cosas que llamaríamos el resultado de la voluntad. Debido a que el libre albedrío no es meramente empujado por fuerzas externas, las fuerzas externas no proporcionan las leyes del libre albedrío. La única fuente del derecho para el libre albedrío es la voluntad propia. Esta es la noción de autonomía de Kant. Por lo tanto, la noción de libertad de la voluntad de Kant requiere que sean moralmente auto-legislativos que nosotros impongamos la ley moral en nosotros mismos. Kant piensa que el entendimiento positivo de libertad viene a ser lo mismo que el imperativo categórico y que «una voluntad libre y una voluntad bajo leyes morales son una misma cosa». Esta es una noción clave que los estudiosos posteriores llaman la tesis de reciprocidad. La tesis de reciprocidad establece que la voluntad está ligada por la ley moral si y solo si está libre. Esto significa que si sabes que alguien es libre entonces sabes que la ley moral aplica para ellos y viceversa. Kant entonces pregunta por qué tenemos que seguir el principio de la moralidad. Él está forzado a «admitir que ningún interés me incita a hacerlo». Él dice que nosotros claramente sí «nos vemos a nosotros mismos como libres en acción y aun así nos vemos sujetos a ciertas leyes», pero se pregunta cómo es esto posible. Él luego explica cómo es posible apelando a las dos perspectivas que nos podemos considerar a nosotros mismos por debajo. De acuerdo con Kant, los seres humanos no pueden saber la estructura última de la realidad. Mientras que los seres humanos experimentan el mundo en tres dimensiones espaciales y que se extienden en el tiempo, nosotros no podemos decir nada acerca de cómo la realidad es en última instancia desde la perspectiva del ojo de Dios.
Desde esta perspectiva del ojo de Dios, el mundo puede ser nada parecido a la forma en que aparece a los seres humanos. No podemos salir de nuestras cabezas y dejar nuestra perspectiva humana sobre el mundo para saber cómo es independientemente de nuestro punto de vista; solo podemos saber cómo se ve el mundo desde nuestra visión y no cómo el mundo es por sí mismo. Kant llama al mundo tal como se nos presenta, desde nuestro punto de vista, el mundo de los sentidos o de apariencias. El mundo desde la perspectiva de dios es el mundo de las cosas en sí mismas o en el «mundo del conocimiento». Es la distinción entre estas dos perspectivas que Kant apela a explicar cómo la libertad es posible. En la medida en que tomamos nosotros el estar ejerciendo nuestro libre albedrío, Kant argumenta que tenemos que considerarnos desde la perspectiva del mundo del conocimiento. Es solo en el mundo del conocimiento que tiene sentido hablar del libre albedrío. En el mundo de las apariencias, todo está determinado por leyes físicas y no hay cuarto para que el libre albedrío cambie el curso de los eventos. Si te consideras como parte del mundo de las apariencias, entonces no puedes pensar por ti mismo al tener una voluntad que trae consigo cosas.

#### Ocupando dos mundos
De acuerdo a Kant, el imperativo categórico es posible porque aunque podamos ser pensados como miembros de ambos mundos (conocimiento y apariencia), es el mundo del conocimiento que «contiene la base del mundo de los sentidos (apariencia) y también de sus leyes». Lo que esto significa es que el mundo del conocimiento es más fundamental que las «bases» del mundo de los sentidos. Debido a esto, la ley moral que se aplica claramente al mundo del conocimiento también aplica para el mundo de los sentidos porque el mundo del conocimiento tiene prioridad. Para poner la idea de manera un poco diferente: Porque el mundo del conocimiento es más fundamental y primaria, sus leyes se mantienen para el mundo de los sentidos también. Entonces la ley moral nos une aún en el mundo de las apariencias. De acuerdo con Kant, nos creemos que tenemos libre albedrío. Esto nos hace hacer juicios tales como «debiste de haber hecho esa cosa que no hiciste». Kant sostiene que esta noción de libertad no puede ser derivada de nuestra experiencia. Podemos estar seguros de que este concepto de libertad no viene de la experiencia porque la experiencia misma lo contradice. Nuestra experiencia es de todo en el mundo sensible y en el mundo sensible todo lo que sucede, lo hace de acuerdo a las leyes de la naturaleza y no hay espacio para que el libre albedrío influya en los acontecimientos.
Así Kant argumenta que estamos comprometidos a dos posiciones incompatibles. Desde la perspectiva de la razón práctica que está involucrada cuando consideramos cómo actuar nos tenemos a nosotros mismos como libres. Pero desde la perspectiva del razonamiento especulativo que está pendiente con investigar la naturaleza del mundo de la apariencia, la libertad es imposible. Así que estamos comprometidos con la libertad por un lado y sin embargo en el otro lado estamos comprometidos a un mundo de apariencias que es operado por leyes de la naturaleza y no tiene cuarto para la libertad. No podemos desistir de ninguna. No podemos evitar tomarnos a nosotros mismos como libres cuando actuamos y tampoco abandonar nuestra imagen del mundo como está establecido por las leyes de la naturaleza. Como Kant lo pone, existe una contradicción entre libertad y necesidad natural. Él lo llama el dialecto de la razón.
La manera en que Kant sugiere que deberíamos lidiar con este dialecto es a través de un llamado a las dos perspectivas que podamos tomar para nosotros mismos. Esto es el mismo tipo de movimiento que hizo anteriormente en esta sección. Por una perspectiva, la perspectiva del mundo del entendimiento, somos libres mientras que de la otra, la perspectiva del mundo de los sentidos o apariencias, las leyes naturales determinan todo lo que sucede. No hay contradicción porque la afirmación de la libertad aplica para un mundo y la afirmación de las leyes de la naturaleza determinando todo aplica para otros. Las afirmaciones no entran en conflicto porque tienen distintos objetivos.
Kant advierte que no podemos sentir o intuir este mundo del conocimiento. También hace hincapié de que somos incapaces de hacer interesantes afirmaciones positivas sobre eso porque no somos capaces de experimentar el mundo del conocimiento. Kant sostiene que no podemos usar la noción del mundo del conocimiento para explicar cómo la libertad es posible o cómo la razón pura puede tener algo que decir acerca de asuntos prácticos, porque simplemente no lo hacemos ni podemos tener una comprensión suficientemente clara del mundo del conocimiento. La noción de un mundo inteligible sí nos apunta hacia la idea de un reino de fines que es una idea útil e importante. Solo tenemos que tener cuidado de no dejarnos llevar y hacer afirmaciones que no tienen derecho.

## Reacción crítica
En su libro En la Base de la Moral (1840), Arthur Schopenhauer se presenta un análisis cuidadoso de la Fundamentación. Su crítica es un intento de probar, entre otras cosas, que las acciones no son morales cuando son desempeñadas únicamente por el deber. Schopenhauer específicamente señaló el imperativo categórico etiquetándolo como algo frío y egoísta. Mientras se declaraba públicamente un kantiano e hizo claras y atrevidas críticas a la filosofía hegeliana, él fue rápido e imparable en su análisis de las inconsistencias a lo largo del desarrollo del trabajo de Kant.

## Ediciones en español
La primera traducción realizada por Manuel García Morente en 1921 es la más reconocida y utilizada, por ser fidedigna al estilo del texto alemán. Fue publicada en la Colección Universal de la Editorial Calpe y más tarde, en 1946, tomada por Espasa-Calpe para la Colección Austral, donde se realizaron ocho ediciones, hasta 1983. Esta Editorial realizó el año 1998 una nueva edición, pero en ella no mencionan traductor, aunque esta es coincidente con la de Morente.